# Tarentola deserti
Tarentola deserti ist eine afrikanische Geckoart.

## Beschreibung
Männchen erreichen eine Kopf-Rumpf-Länge von mehr als 100 Millimeter, Weibchen von 81 Millimeter. Die Tiere sind hellrosa bis fleischfarben gefärbt. Die Augen sind auffällig ockergelb. Eine Zeichnung aus 5 bis 7 Querbändern, die meist zu jeweils zwei Flecken reduziert sind, kann vorhanden sein oder fehlen. Der Kopf der Art ist sehr breit und flach. Die Rückentuberkel sind sehr kräftig und erscheinen stachelig. Ihr Mittelkiel ist scharf. Seitenkiele sind nur wenige undeutliche vorhanden oder sie fehlen vollständig. Die Tuberkel umgibt eine deutlich ausgeprägte, hufeisenförmige Rosette, welche aus intermediären Schuppen besteht. Alle anderen Rückenschuppen sind klein. Um die Körpermitte besitzt die Art 131 bis 180 Schuppen. Vom Mentale bis zum Bereich der Ohröffnungen sind 45 bis 59 Gularschuppen vorhanden, zwischen den Augen (interorbital) 13 bis 15 Schuppen. In einer Vertebrallinie befinden sich 35 bis 33 kleine Rückentuberkel, wenn eine solche Linie vollständig vorhanden ist. Auf der Unterseite der ersten Zehe befinden sich bis zur Zehenbasis 13–17 und insgesamt 16–20 verbreiterte Schuppen und Lamellen. Auf der Unterseite der vierten Zehe bis zur Zehenbasis 17 bis 21 Schuppen vorhanden, von denen 14 bis 20 verbreitert sind, und auf der Unterseite der fünften Zehe bis zur Zehenbasis 22 bis 25 Schuppen.
Der sympatrisch vorkommende Mauergecko ist typischerweise kleiner und hat eine rein graue Färbung und Iris.

## Vorkommen
Die Art kommt in der Sahara im Osten von Marokko, im Norden von Algerien, im Süden von Tunesien und im Nordwesten von Libyen vor.

## Systematik
Tarentola deserti wurde 1891 von George Albert Boulenger erstbeschrieben.